# So Far… The Best of Sinéad O’Connor
So Far… The Best of Sinéad O’Connor – składanka zawierająca 15 największych przebojów irlandzkiej wokalistki Sinéad O’Connor, wydana 10 listopada 1997 roku. Większość piosenek zawartych na płycie została zaczerpnięta z wydanych przez nią wcześniej pięciu studyjnych płyt. Pojawiły się tam także takie utwory jak „You Made Me the Thief of Your Heart”, czy „Empire” (piosenka wydana wcześniej na płycie zespołu Bomb the Bass).

## Lista utworów
1. „Nothing Compares 2 U” – 05:11
2. „Mandinka” – 03:49
3. „The Emperor’s New Clothes” – 05:17
4. „Thank You for Hearing Me” – 04:37
5. „The Last Day of Our Acquaintance” – 04:40
6. „Fire on Babylon” – 05:10
7. „Troy” – 06:33
8. „I Am Stretched on Your Grave” – 05:35
9. „Jackie” – 02:31
10. „Success Has Made a Failure of Our Home” – 04:29
11. „John I Love You” – 05:49
12. „Empire” – 05:51
13. „Don’t Cry for Me Argentina” – 05:38
14. „You Made Me the Thief of Your Heart” – 06:20
15. „This Is a Rebel Song” – 03:00